# Trachelyopterus analis
Trachelyopterus analis är en fiskart som först beskrevs av Eigenmann och Eigenmann, 1888.  Trachelyopterus analis ingår i släktet Trachelyopterus och familjen Auchenipteridae. Inga underarter finns listade i Catalogue of Life.